# Fórmula 3000 Internacional
La Fórmula 3000 Internacional, conocida anteriormente como Fórmula 3000 Europea y Fórmula 3000 Intercontinental, fue una competición de automovilismo disputada casi totalmente en Europa entre los años 1985 y 2004. Fue la segunda categoría más importante de monoplazas organizada por la Federación Internacional del Automóvil, después de Fórmula 1 (de la cual solía ser telonera). Sustituyó a la antigua Fórmula 2 Europea y fue reemplazada en 2005 por GP2 Series.
Los automóviles tenían motores V8 de 3 litros de cilindrada; los más usuales eran Mugen-Honda y Cosworth. Los chasis eran abastecidos por los fabricantes March, Ralt, Reynard, Lola y Dallara.
El formato de las competiciones varió a lo largo de los años. Las carreras solían durar entre 150 y 200 km, por lo que duraban aproximadamente una hora.

## Circuitos
En las veinte temporadas de existencia, la Fórmula 3000 visitó 32 circuitos de 12 países europeos más dos fechas en el Autódromo José Carlos Pace de Brasil, y por tanto fuera de Europa. Silverstone sólo estuvo ausente en 1991, en tanto que Spa-Francorchamps lo hizo apenas en 1988, 1990 y 2003. Pau y Pergusa estuvieron de manera ininterrumpida hasta 1998. Desde 1999 en adelante, el calendario se compuso exclusivamente de fechas de Fórmula 1.
| - Albacete (1992) - Birmingham (1986-1990) - Brands Hatch (1987-1991) - Cataluña (1992, 1994-1995, 1998-2004) - Dijon-Prenois (1985, 1988-1989) - Donington Park (1985, 1987, 1990, 1993) - Estoril (1985, 1994-1996) - Helsinki (1997) - Hockenheimring (1990-2004) - Hungaroring (1998-2004) - Imola (1986-1987, 1998-2004) | - Interlagos (2001-2002) - Jarama (1986-1987) - Jerez (1988-1991, 1997) - Le Mans (1986-1991) - Magny-Cours (1992-1996, 1999-2004) - Mónaco (1998-2004) - Monza (1988, 1990, 2001-2004) - Mugello (1986, 1991, 1996-1997) - Nogaro (1990-1993) - Nürburgring (1992-1993, 1996-2004) - Oschersleben (1998) | - Österreichring (1985-1986, 1997-2003) - Pau (1985-1998) - Pergusa (1985-1998) - Silverstone (1985-1990, 1992-2004) - Spa-Francorchamps (1985-1987, 1989, 1991-2002, 2004) - Thruxton (1985) - Vallelunga (1985-1989, 1991) - Zandvoort (1985) - Zolder (1988) |

## Campeones
| Año  | Piloto                   | Escudería               | Poles | Victorias | Podios | VR | Puntos |
| ---- | ------------------------ | ----------------------- | ----- | --------- | ------ | -- | ------ |
| 1985 | Christian Danner         | BS Automotive           | 2     | 4         | 7      | 4  | 52     |
| 1986 | Ivan Capelli             | Genoa Racing            | 3     | 2         | 6      | 1  | 39     |
| 1987 | Stefano Modena           | Onyx                    | 0     | 3         | 4      | 1  | 41     |
| 1988 | Roberto Moreno           | Bromley Motorsport      | 3     | 4         | 4      | 1  | 43     |
| 1989 | Jean Alesi               | Eddie Jordan Racing     | 2     | 3         | 4      | 1  | 39     |
| 1990 | Érik Comas               | DAMS                    | 3     | 4         | 6      | 1  | 51     |
| 1991 | Christian Fittipaldi     | Pacific Racing          | 4     | 2         | 7      | 1  | 47     |
| 1992 | Luca Badoer              | Crypton Engineering     | 5     | 4         | 5      | 3  | 46     |
| 1993 | Olivier Panis            | DAMS                    | 2     | 3         | 4      | 2  | 32     |
| 1994 | Jean-Christophe Boullion | DAMS                    | 0     | 3         | 4      | 1  | 36     |
| 1995 | Vincenzo Sospiri         | Super Nova Racing       | 0     | 3         | 5      | 0  | 42     |
| 1996 | Jörg Müller              | RSM Marko               | 2     | 2         | 8      | 4  | 52     |
| 1997 | Ricardo Zonta            | Super Nova Racing       | 4     | 3         | 5      | 4  | 39     |
| 1998 | Juan Pablo Montoya       | Super Nova Racing       | 7     | 4         | 9      | 5  | 65     |
| 1999 | Nick Heidfeld            | West Competition        | 4     | 4         | 7      | 6  | 59     |
| 2000 | Bruno Junqueira          | Petrobras Junior Team   | 2     | 4         | 5      | 1  | 48     |
| 2001 | Justin Wilson            | Coca-Cola Nordic Racing | 2     | 3         | 10     | 1  | 71     |
| 2002 | Sébastien Bourdais       | Super Nova Racing       | 6     | 3         | 8      | 3  | 56     |
| 2003 | Björn Wirdheim           | Arden International     | 5     | 3         | 9      | 7  | 78     |
| 2004 | Vitantonio Liuzzi        | Arden International     | 9     | 7         | 9      | 3  | 86     |